# Paul Modrich
Paul Modrich,  (Raton, New Mexico, 13. lipnja 1946.), američki znanstvenik hrvatskog podrijetla. Dobitnik je Nobelove nagrade za kemiju u 2015. godini zajedno s Azirom Sancarom i Tomasom Lindahlom, "za radove na otkrivanju načina na koji stanice obnavljaju oštećeni DNK".
Modrich je doktorirao 1973. na Sveučilištu Stanfordu. Profesor je biokemije na Sveučilištu Dukeu u Durhanmu, u Sjevernoj Karolini.
Djed mu je bio Hrvat, a baka Crnogorka, emigrirali su iz Hrvatske u SAD. Rodom je iz Modrića kraj Sinja.

## Vanjske poveznice
- Paul Modrich na Howard Hughes Medical Institute